# Prince d'Orient
Pour plus de détails, voir Fiche technique et Distribution.
Prince d'Orient (An Arabian Knight) est un film américain réalisé par Charles Swickard, sorti en 1920.

## Synopsis
Pendant que l'égyptologue George Darwin découvre le Temple of Ra à Louxor, sa sœur Cordelia, une vieille fille, se prend pour la réincarnation de la princesse égyptienne Rhodolphis et elle prend Ahmed, un ânier arabe, pour le prince qu'elle aimait 2 000 ans plus tôt. Elle lui offre alors un travail dans la propriété des Darwin. Ahmed devient le protecteur de la maison en sauvant Elinor Wayne, la secrétaire de l'archéologue, d'un enlèvement organisé par Aboul Pasha. Pour se venger, Pasha conduit des drogués à l'assaut de la maison. Ahmed repousse les agresseurs, sauve les Darwin et gagne l'amour d'Elinor. 

## Fiche technique
- Titre original : An Arabian Knight
- Titre français : Prince d'Orient
- Réalisation : Charles Swickard
- Scénario : Richard Schayer
- Direction artistique : Robert Ellis
- Photographie : Frank D. Williams
- Société de production : Haworth Pictures Corporation
- Société de distribution : 
  -  États-Unis : Robertson-Cole Distributing Corporation
  -  France : Mappemonde Film
- Pays d’origine :  États-Unis
- Langue originale : anglais
- Format : noir et blanc — 35 mm — 1,37:1 — Film muet
- Genre : Comédie dramatique
- Durée : 50 minutes - 5 bobines - 1 400 m
- Dates de sortie :  États-Unis : 22 août 1920

## Distribution
- Sessue Hayakawa : Ahmed[1].>
- Lillian Hall : Elinor Wayne
- Jean Acker : Zorah
- Marie Pavis : Soada
- Elaine Inescourt : Cordelia Darwin
- Harvey Clarke : George Darwin
- Fred C. Jones : Aboul Pasha
- Roy Coulson : Wassef
- Tom Bates : Bedr